# Pierre-Philippe Grappin
Pierre-Philippe Grappin, bekannt unter dem Namen Dom Grappin (* 1. Februar 1738 in Ainvelle (Haute-Saône); † 20. November 1833 in Besançon) war ein französischer Benediktinermönch, Historiker und Schriftsteller. Bis zum Jahr 1791 war er Benediktiner der Kongregation von Saint-Vanne et Saint-Hydulphe, von 1771 bis 1777 und von 1783 bis 1789 Leiter des Kollegs von Saint-Ferjeux, nach dem Ausbruch der Französischen Revolution von 1791 bis 1801 Priester der konstitutionellen Diözese Doubs sowie von 1802 bis 1815 Generalvikar der Diözese von Besançon. Auch war er Mitglied mehrerer Akademien und führte u. a. eine bedeutende Korrespondenz mit dem Abbé Grégoire.

## Leben

### Frühe Laufbahn
Pierre-Philippe Grappin entstammte einer angesehenen bürgerlichen Familie; sein Vater war Notar. Er schlug die geistliche Laufbahn ein, trat in seinem 18. Lebensjahr in den Benediktinerorden ein und wurde Novize in der Abtei zu Luxeuil. Anschließend begann er unter der Leitung von Anselm Berthod, des Priors der Abtei, das Studium der Geschichte und Diplomatik. Infolge seines hierdurch erworbenen Wissens konnte er von seinen Oberen schon einige Jahre später nach Faverney entsendet werden, um die Archive dieser Abtei zu ordnen.
Als um dieselbe Zeit die neu gegründete Académie des sciences, belles-lettres et arts de Besançon et de Franche-Comté sich mit der Sammlung von Material für die Geschichte der Provinz beschäftigte und einen Preis für die Abfassung einer Spezialgeschichte einer Stadt oder Abtei der Grafschaft Burgund auf das Jahr 1770 aussetzte, schrieb Grappin zwei Denkschriften über die Abteien Luxeuil und Faverney. Hierbei stützte er sich auf Urkunden, die sich unter seiner Aufsicht befanden. Die erste dieser Arbeiten gewann den Preis, wurde aber nicht gedruckt; die zweite erschien unter dem Titel Mémoire sur la ville et abbaye de Faverney (Besançon 1771), erhielt den Nebenpreis und verbreitete den literarischen Ruf des Verfassers. Bereits drei Jahre zuvor hatte Grappin eine Streitschrift gegen seinen unzufriedenen Ordensgenossen Dom Jean-Joseph Cajot (Lettre à l’auteur de „l’examen philosophique de la règle de Saint-Benoît“, ou examen religieux de l’examen philosophique, Besançon 1768) verfasst.  In diesem Pamphlet hatte er sich Unhöflichkeiten gegenüber Cajot erlaubt, aber dessen Behauptungen nicht gänzlich zu entkräften vermocht und sich deswegen selbst heftige Kritik zugezogen. Eine geschichtliche Arbeit hatte Grappin unter dem Titel Mémoires historiques sur les guerres de seizième siècle dans le comté de Bourgogne (Besançon 1768) vorgelegt.
Sowohl die bereits erwähnten Abhandlungen als auch die Histoire abrégée du comté de Bourgogne (Avignon 1773; zweite vermehrte Auflage Besançon 1780) und alle folgenden Schriften gab Grappin anonym heraus, doch war der Verfasser in den beteiligten Kreisen gut bekannt, da er ein fleißiger Mitarbeiter des damals vielgelesenen Journal ecclésiastique war. Für diese Zeitschrift verfasste er u. a. folgende Artikel:
- Réponse à l’auteur de „l’histoire des variations de la confession“, 1775
- Quand et pourquoi s’est introduit l’usage de faire gras le jour de noël, arriva-t-il un vendredi ou un samedi, 1775
- Lettre contre l’usage des pensions annuelles des religieux, 1775
- Relation de ce qui s’est passé à la fête des mœurs établie à Saint-Farjeux le 25 août 1776, 1776
- Lettre touchant les dots ou pensions des novices, 1776

Auch lieferte Grappin zugleich Beiträge für die Annales de la Religion, für die France catholique, für die Affiches de Franche-Comté und für die Chronique religieuse, in der besonders das Mémoire sur les sorciers d’Arras et de Franche-Comté erwähnenswert sind.
Diese literarische Tätigkeit lenkte die Aufmerksamkeit der Ordensoberen auf den jungen Mönch und veranlasste seine Ernennung zum Professor am Kolleg der Benediktinerabtei bei Besançon. Neben der Erfüllung der Pflichten seines Amts setzte er seine historischen Forschungen in seiner Freizeit fort. Mit einem Preis gewürdigt wurde Grappins Lösung der von der Akademie zu Besançon in den Jahren 1774 und 1778 vorgelegten Fragen über den Ursprung der Rechte der Toten Hand in den Provinzen des früheren Königreichs Burgund (Quelle est l’origine des droits de main-morte dans les provinces qui ont composé le premier royaume de Bourgogne, Besançon und Paris 1779) und über das Münzwesen der Grafschaft Burgund (Recherches sur les anciennes monnaies, poids et mesures du comté de Bourgogne, Besançon und Paris 1782).
Neben diesen Arbeiten war Grappin schon mehrere Jahre mit seinem Lehrer und Freund Berthod beschäftigt, ein Inventar über alle öffentlichen und Privatarchive der Provinz anzufertigen und von den wichtigsten Urkunden Abschriften zu machen, um sie an ein vom Minister Bertin angeregtes allgemeines Urkundendepot einzusenden. Als Berthod 1784 nach Brüssel abreiste, um dort an der Fortsetzung der durch die Aufhebung des Jesuitenordens unterbrochenen Acta Sanctorum teilzunehmen, setzte Grappin allein die Aufnahme und Ausbeutung der Archive fort, wofür er vom Minister wiederholte Belobigungsschreiben erhielt. Durch Berthods Abgang war eine Stelle in der Akademie von Besançon freigeworden, die Grappin übertragen bekam. Dieser rechtfertigte seine Wahl durch mehrere gediegene Vorträge, unter denen vor allem eine auch gesondert gedruckte Abhandlung über den Kardinal Granvelle und dessen Teilnahme an den Unruhe in den Niederlanden (Mémoire historique, où l’on essaie de prouver que le cardinal de Granvelle n’eut point de part aux troubles des Pays-Bas dans le seizième siècle, Besançon 1788) erwähnenswert ist. Er hatte die Bedeutung der erst im 19. Jahrhundert herausgegebenen Memoiren und Staatsschriften des Kardinals für die Geschichte des 16. Jahrhunderts erkannt und dem Minister Bertin deren Veröffentlichung empfohlen, doch konnte der Minister aufgrund des hohen Staatsdefizits nicht die nötigen Finanzmittel dafür aufbringen.
Zur damaligen Zeit erschienen auch die beiden Jahrgänge von Grappins historischem Taschenbuch von Besançon (Almanach historique de Besançon et de la Franche-Comté, pour les années 1785 et 1786), die eine genaue Beschreibung der Städte und Dörfer der Provinz enthalten, sowie die Lobreden auf den Kardinal Jean Jouffroy (Éloge historique de Jean Jouffroy, cardinal d’Alby, lu à l’académie des sciences de Besançon le 23 avril 1785, Besançon 1785) und den Geschichtsforscher Philippe-André Grandidier (Éloge historique de M. l’abbé Grandidier, Straßburg 1788).

### Rolle während der Französischen Revolution
Als bei der problematischen Finanzlage Frankreichs über die Einberufung der Reichsstände diskutiert wurde, verlangte der Minister wegen seiner Zweifel an der Zweckmäßigkeit dieser Maßnahme, dass Grappin eine Denkschrift über die alten Stände der Provinz Franche-Comté publizieren solle. Mit dieser ersten Arbeit zufrieden, erteilte ihm der Siegelbewahrer den Auftrag zur Abfassung und Verbreitung mehrerer populärer Schriften, wodurch die öffentliche Meinung auf jene Veränderungen vorbereitet werden sollte, die bei der Besteuerung notwendig vorgenommen werden mussten, aber auf den erbitterten Widerstand der privilegierten Stände stießen. Grappin beschäftigte sich daher nun mit politischen Fragen, einem ihm bis dahin fremd gebliebenen Gebiet. So wurde er allmählich in die Wirren der damals ausgebrochenen Französischen Revolution hineingezogen, in der er zuerst einen energischen Schritt gegen herrschende Missstände sah. Bald registrierte er aber auch deren negativen Auswüchse.
Grappin leistete den von den Priestern verlangten Bürgereid und wurde zum Metropolitan-Vikar von Besançon ernannt. Er nahm aber keinen Anteil an der Verwaltung der Diözese, sondern zog sich wegen seiner zunehmenden Furcht vor dem Verlauf der Ereignisse in das Haus seiner am Fuß der Vogesen wohnenden Familie zurück, nachdem er in einer Flugschrift gegen die der Geistlichkeit gemachten Vorwürfe Stellung bezogen hatte. Nach der Terrorherrschaft wurde er 1797 von den konstitutionellen Priestern des Départements Haute-Saône auf jene Versammlung geschickt, die den Namen Nationalkonzil erhielt. Die Versammlung wählte ihn zu einem ihrer Sekretäre. Dieses Amt versah er auch noch auf dem Konzil von 1801, auf dem er den Abbé Grégoire und die anderen Führer der konstitutionellen Kirche Frankreichs näher kennenlernte und mit denen er von dieser Zeit an einen lebhaften Briefwechsel unterhielt.
Als der konstitutionelle Bischof Claude Le Coz infolge des 1801 abgeschlossenen Konkordats Erzbischof von Besançon wurde, ernannte er Grappin zu einem seiner Generalvikare und befolgte bei der neuen Einrichtung der Diözese oft dessen Rat. Neben dieser Tätigkeit nahm Grappin seine Studien wieder auf und nutzte seinen Einfluss, um die frühere Akademie von Besançon wiederherzustellen, die ihn zu ihrem ständigen Sekretär ernannte. Er versah trotz seines hohen Alters eifrig dieses Ehrenamt und verfasste nach altem Brauch Lobreden auf mehrere verstorbene Mitglieder. Außerdem teilte er historische Notizen mit über Trouillet, David de St. George, d’Usies, den Pater Chrysologue, de Grandfontaine, Requet, Ronotte, Palliot, Charles und Dom Sornet. Diese Lobreden und Notizen wurden in die Denkschriften der Akademie aufgenommen.

### Späteres Leben
Nach dem Tod seines Gönners Le Coz (1815) verließ Grappin das Erzbistum, da seine Stellung unangenehm wurde. Fortan beschäftigte er sich nur noch mit gelehrten Studien. Während seines Generalvikariats hatte er eine französische Übersetzung der Schrift Antonio Pereiras über die Macht der Bischöfe (Traité du pouvoir des évêques, Paris 1803) herausgegeben. Nach dem Tod von Le Coz veröffentlichte er dessen Bemerkungen über La Tour d’Auvergne (Quelques détails sur Latour d’Auvergne, Corret, premier grenadier de France, Besançon 1815).
Bald danach zog sich Grappin durch einen unglücklichen Sturz solche bleibenden gesundheitlichen Schäden zu, dass er nur noch selten sein Zimmer verlassen konnte. Er beschäftigte sich nun noch intensiver mit seinen Büchern, lud wissbegierige junge Leute ein, die er zu historischen Studien anfeuerte, und arbeitete zahlreiche Artikel für Fachzeitschriften aus. Am 20. November 1833 starb Grappin, der Mitglied vieler Akademien und literarischer Gesellschaften war, im Alter von 95 Jahren in Besançon.
In seinem Nachlass fanden sich mehrere gut ausgearbeitete historische Schriften aus allen Perioden seines Lebens, darunter:
- Histoire de la ville et de l’abbaye de Luxeuil (von der Akademie von Besançon ausgezeichnete Preisschrift)
- Histoire de l’abbaye de Saint-Paul de Besançon
- Recherches sur les anciens états-généraux de France
- Histoire de états provinciaux de Franche-Comté, tenus en 1788
- Dissertation sur la taille des anciens Bourguignons
- Vie de M. Lecoz, archevêque de Besançon
- Notices historiques sur MM. de Courbouzon, de Clévans et le prieur D’Audeux
- Journal du siège de Besançon par les Autrichiens immédiatement avant l’heureux retour de Bourbons
- Chronologie des Landgraves d’Alsace
- Chronologie historique des comtes de Ferrette

Grappin versuchte sich auch als Dichter. In der Revolutionszeit gab er mehrere Oden (Ode à la religion, Ode aux états-généraux, Ode contre le duel, Ode sur la question) heraus. Handschriftlich hinterließ er auf dem poetischen Gebiet ferner Loisirs du chevalier de ***. Ebenfalls nicht gedruckt wurden seine kleinen Bühnenstücke (Le nouveau bourgois gentilhomme; Le serment civique; Le retour à la raison, 1790).